# Gambit Evansa
Gambit Evansa – otwarcie szachowe, wariant partii włoskiej, który charakteryzuje się sekwencją posunięć:
1. e4 e5
2. Sf3 Sc6
3. Gc4 Gc5
4. b4

Jest to debiut otwarty. W klasyfikacji encyklopedii otwarć szachowych jest oznaczony kodami ECO C51–C52.
Nazwa gambitu pochodzi od nazwiska walijskiego szachisty Williama Evansa, który jako pierwszy podał jego analizy. Po raz pierwszy Evans zastosował swój gambit w partii ze szkockim mistrzem Alexandrem McDonnellem, granej w 1827 roku w Londynie (z inną kolejnością posunięć: 4.O-O d6 5.b4). Wkrótce gambit zyskał dużą popularność, głównie za sprawą rozegranego w 1834 roku meczu Alexander McDonnell – Louis de la Bourdonnais, w którym pojawił się wielokrotnie. Uważano, że daje on decydującą przewagę białym, jeśli tylko potrafią one wykorzystać inicjatywę i możliwości ataku w ostrych, kombinacyjnych kontynuacjach. W 1852 roku Adolf Anderssen wygrał słynną wiecznozieloną partię z Jeanem Dufresne, w której gambit doprowadził do serii efektownych poświęceń. Chętnie sięgali po niego inni wybitni szachiści XIX wieku, między innymi Paul Morphy i Michaił Czigorin. Na początku XX stulecia Emanuel Lasker wskazał czarnym solidną obronę, co spowodowało znaczny spadek zainteresowania gambitem. W latach siedemdziesiątych i osiemdziesiątych XX wieku sporadycznie stosowali go arcymistrzowie John Nunn i Jan Timman. W 1995 roku na turnieju w Rydze Garri Kasparow w efektownym stylu pokonał Viswanathana Ananda w 25 posunięciach gambitu Evansa, poświęcając w debiucie dwa piony.
Ideą gambitu jest poświęcenie piona w zamian za zdobycie przewagi w centrum i szybszy rozwój figur. Po przyjęciu przez czarne gambitowego piona 4...G:b4 białe zyskują tempo ruchem 5.c3 i są gotowe do walki o centrum ruchem d2-d4. Przy nieuważnej obronie czarnych białe mogą przeprowadzić szybki atak na słaby punkt f7 (hetman ma do dyspozycji pole b3). Ich atutem jest również łatwe rozwinięcie czarnopolowego gońca, który po ewentualnym Ga3 może przeszkodzić czarnym w wykonaniu roszady. Czarne mogą nie przyjąć darowanego piona, usuwając gońca spod bicia ruchem 4...Gb6. Jest to mniej popularna kontynuacja, ponieważ czarne w ten sposób tracą cenne tempo we wczesnej fazie debiutu.

## Wybrana literatura
- Tim Harding, Bernard Cafferty (1997), Play the Evans Gambit, Cadogan, ISBN 1-85744-119-2
- Michael Rohde (1997), The Great Evans Gambit Debate, Thinkers' Press, ISBN 0-938650-75-0